# Лолин
Ло́лин — село в Вигодській громаді Калуського району Івано-Франківської області України. Розташоване в передгір'ях масиву Ґорґани (Українські Карпати), у межах Вигодської улоговини, за 19 км від міста Долина.
Про Лолин існує народна приказка: «Лолин — голий: навколо ліс, а всередині один біс».

## Історія
У 1648 році жителі села брали активну участь у народному повстанні, за що їх очікувала кривава розправа після відходу Хмельницького.
У 1939 році в селі проживало 1110 мешканців (1095 українців, 5 поляків, 5 євреїв і 5 німців та інших національностей).

## Сьогодення
До складу Лолинської сільської ради входять три села: Ангелівка, Максимівка і, власне, саме село Лолин. За результатами місцевих виборів у 2010 році, сільським головою став Дацьо Іван Дмитрович (освіта вища, позапартійний), якого на цю посаду обрано вже п'ятий раз. Депутатський корпус Лолинської сільради складається із 18 осіб.
Село має школу, Будинок культури, бібліотеку; медпункт; ряд магазинів, музей Івана Франка, реставровану церкву Святого Миколая (друга половина XIX ст.).

## Населення

### Мова
Розподіл населення за рідною мовою за даними перепису 2001 року:
| Мова       | Кількість | Відсоток |
| ---------- | --------- | -------- |
| українська | 1073      | 99.81%   |
| російська  | 2         | 0.19%    |
| Усього     | 1075      | 100%     |

## Герб села
Чорнильниця і два серця в гербі символізують добре відому шанувальникам української літератури романтичну історію кохання Івана Франка та мешканки села Ольги Рошкевич. Іван Франко навіть просив руки Ольги у її батька і отримав згоду, але потім за поширення соціалістичних ідей Франка почав переслідувати уряд, і батько його нареченої заборонив коханим зустрічатися.

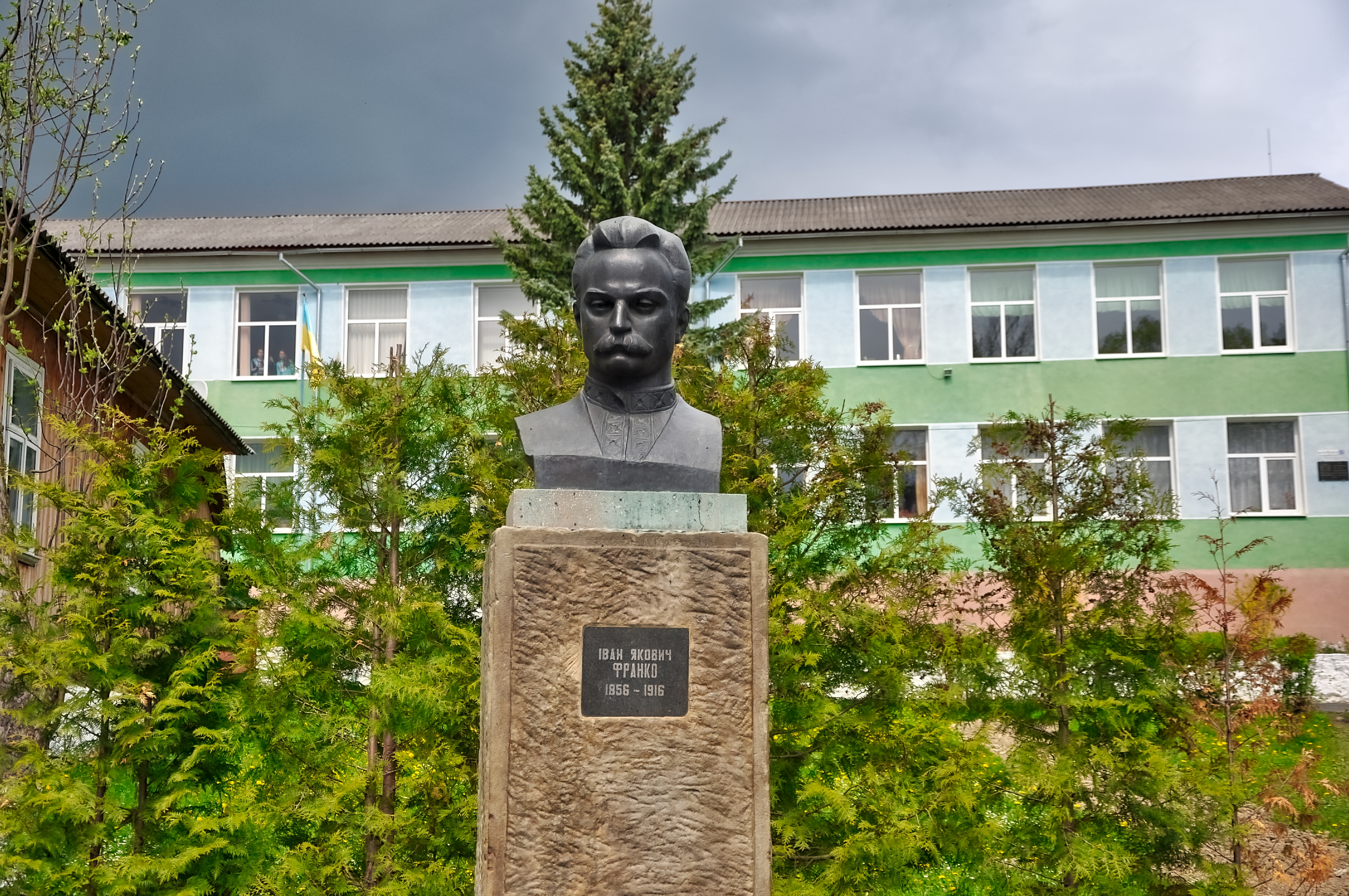
Пам'ятник І. Франку

## Музей Франка
2004 року в селі заснували Музей Івана Франка.

## Галерея

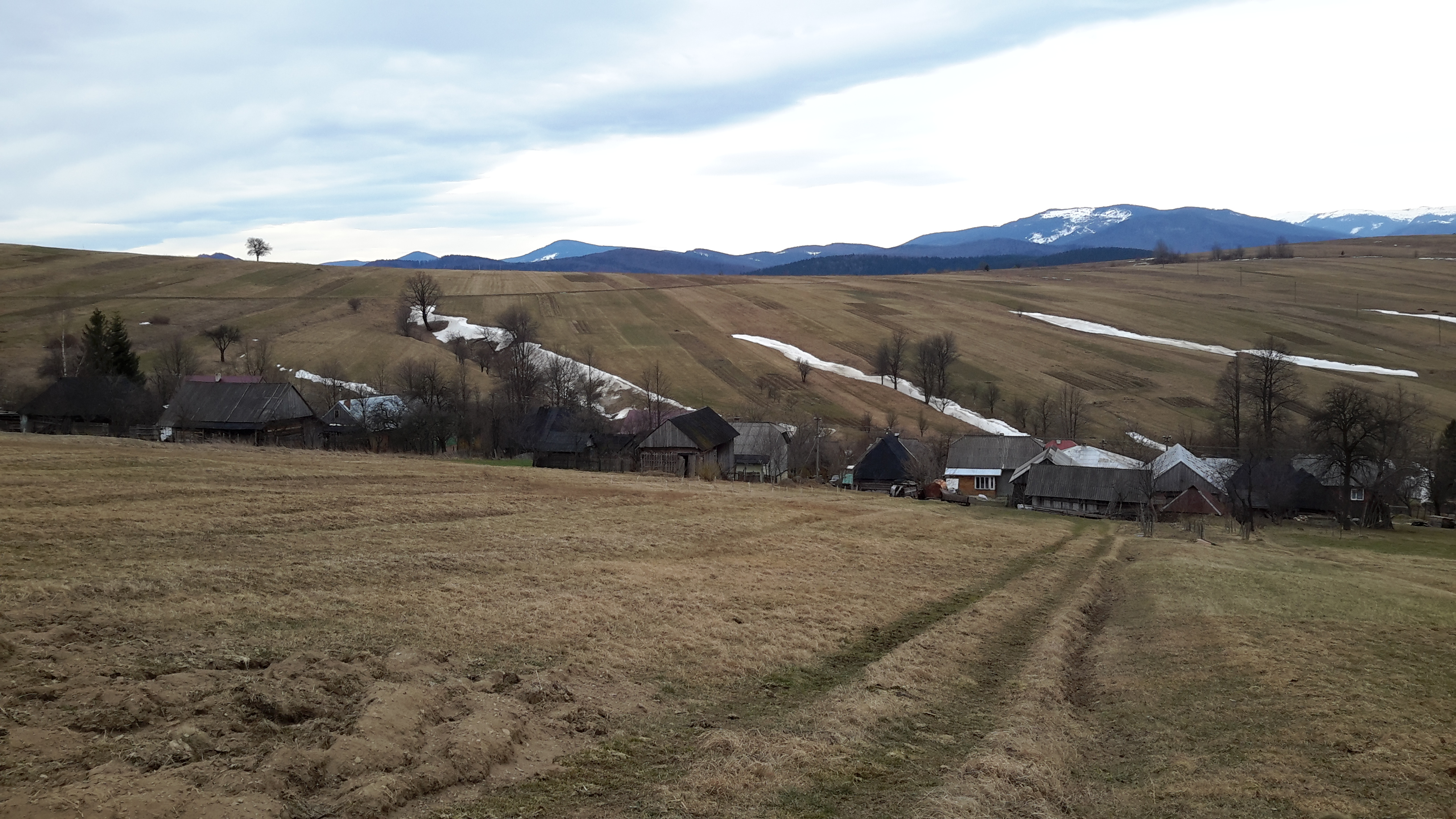
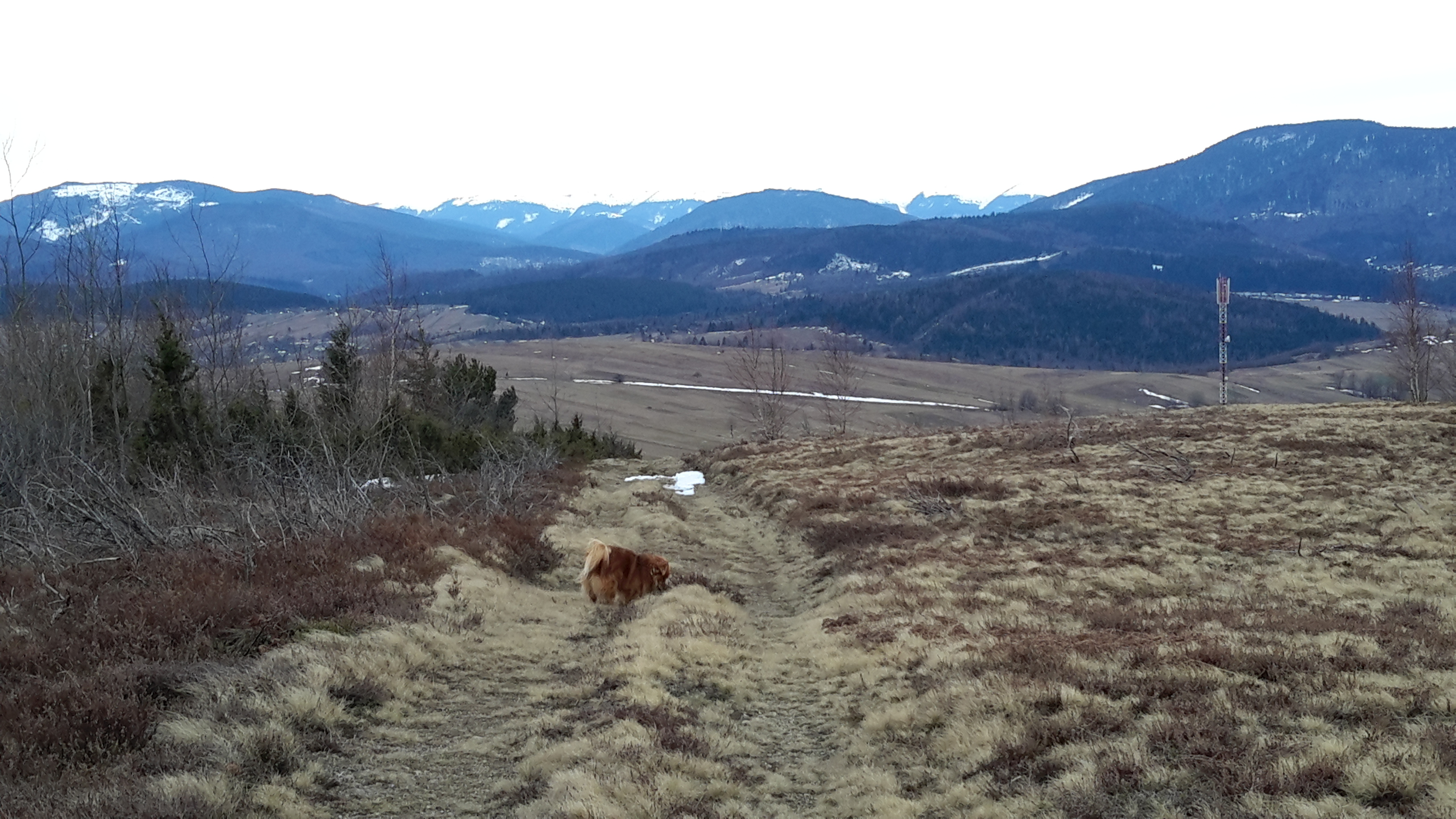
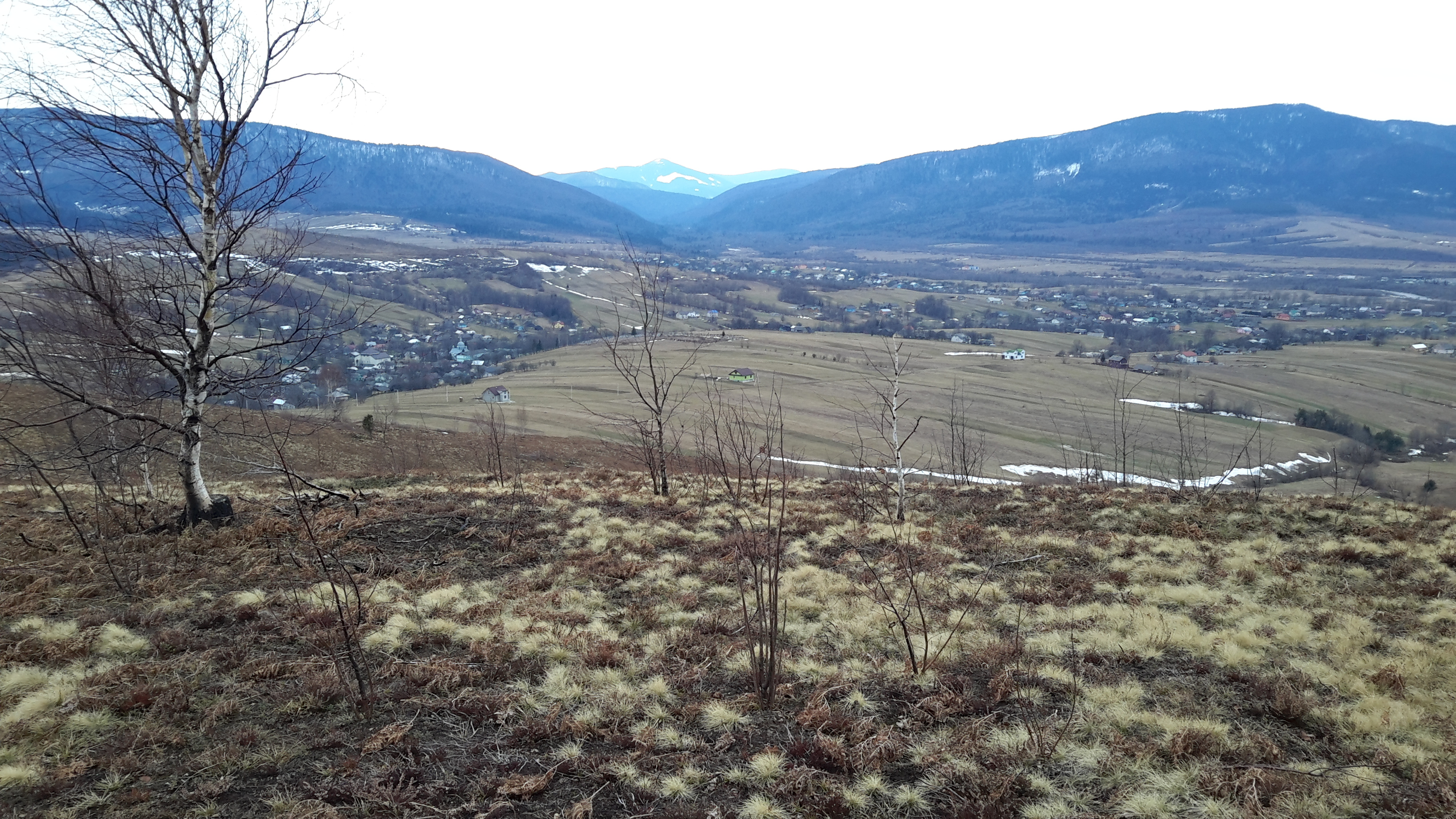
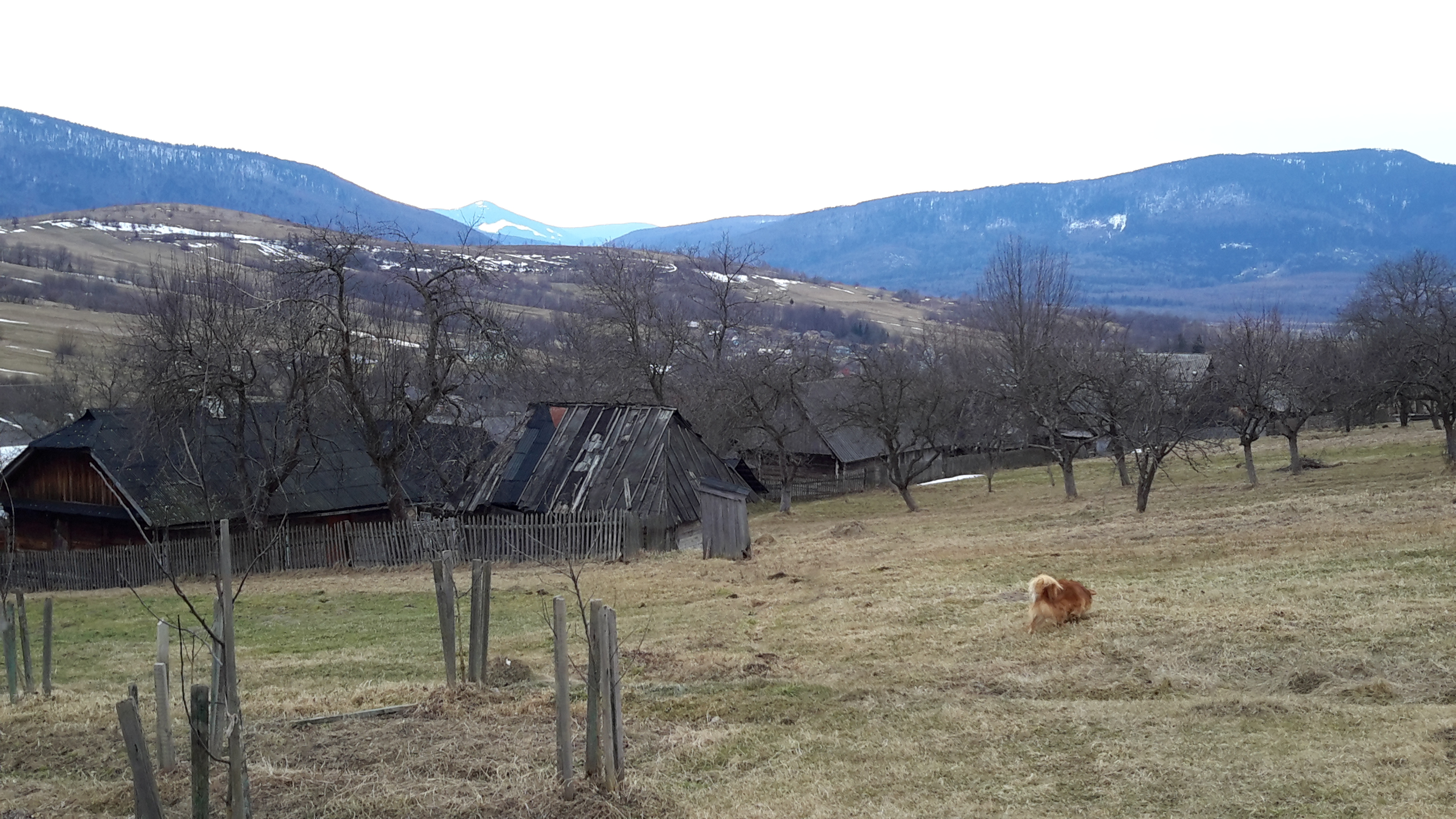

## Відомі люди
- Богусла́в Шашке́вич (1888—1935) — отаман УГА, командир 9-ї Белзько-Угнівської, згодом 21-ї Збаразької й 4-ї Золочівської бригад УГА.

### Пов'язані з Лолином
- У 1884–1888 рр. перебував Іван Франко, де написав ряд оповідань, а згодом на основі місцевого матеріалу створив драму «Украдене щастя».
- о. Микола Шашкевич (1812—11.11.1864, Лолин) — греко-католицький священик[4], брат о. Маркіяна Шашкевича[5], парох села у 1842—1864 роках[4].